# Sporobolus macer
Sporobolus macer är en gräsart som först beskrevs av Carl Bernhard von Trinius, och fick sitt nu gällande namn av Albert Spear Hitchcock. Sporobolus macer ingår i släktet droppgräs, och familjen gräs. Inga underarter finns listade i Catalogue of Life.